# Daisuke Higuchi
Daisuke Higuchi (樋口 大輔 Higuchi Daisuke?) (nacido el 10 de mayo de 1966) es un mangaka japonés. Es más conocido por su trabajo llamado Whistle!.

## Historia
Nacido en la prefectura de Gunma, Daisuke fue reconocida en el mundo del manga por ganar lacuatrigésima tercera versión del premio Premio Osamu Tezuka en el año 1992. En el mismo año, Daisuke publicó un trabajo llamado Itaru que trata sobre el romance y la acción. En 1998, Daisuke se convirtió en un mangaka muy popular gracias al manga Whistle!.
Con el éxito de Whistle!, Daisuke fue directamente a trabajar en el ámbito de las series animadas. Se cree que podría estar creando otras series.

## Trabajos

### Manga
- 1992 - Itaru
- 1998 - Whistle!
- 2005 - Go Ahead
- ???? - Break Free!
- ???? - NOIZ

### Anime
- 2002 - Whistle! (como creador original)[1]

## Trivia
- Disuke empezó a trabajar en Whistle! después que fue a ver el Copa Mundial de Fútbol de 1998 en el año 1998. Allí fue decidió a trabajar en una serie de fútbol.